# Jardim Botânico da Madeira
O Jardim Botânico da Madeira - Eng.º Rui Vieira é um jardim botânico português, localizado na cidade do Funchal, Madeira. É constituído por diversas espécies botânicas, mais de 2 500 plantas, oriundas de todos os continentes que coexistem em harmonia com cerca de 200 espécies indígenas da Região.
Entre 2000 e 2009 mais de 2,8 milhões de pessoas visitaram o Jardim Botânico da Madeira, sendo que anualmente 345 000 pessoas o visitam.

## Nomenclatura
A designação oficial é Jardim Botânico da Madeira - Eng.º Rui Vieira. Todavia é, também, conhecido por outros nomes, tais como Jardim Botânico da Madeira, Jardim Botânico do Funchal ou Jardim Botânico Engenheiro Rui Vieira.
A atual designação foi efectuada a 4 de setembro de 2009, por Resolução do Governo Regional, de forma a homenagear o seu primeiro diretor, Rui Vieira, pelo trabalho realizado na organização e estruturação do que é hoje o Jardim Botânico, uma das imagens de qualidade da Região.

## História
| “ | (...) constitui antiga aspiração criar, na Madeira, um jardim botânico, por se se considerar que nesta ilha se reúnem as condições de clima propícias a cultivar um grande número de plantas, desde as características das regiões tropicais, até às das regiões frias. | ” |
|   | — Junta Geral do Distrito Autónomo do Funchal, Boletim Distrital. |   |

Remonta ao século XVII a ideia de dotar a Madeira de um Jardim Botânico.
A primeira vez que se mencionou a possibilidade de criar um organismo botânico na Madeira ocorreu em maio de 1798, através de um documento que João Francisco de Oliveira havia enviado a Domingos Vandelli, diretor do Real Jardim Botânico de Lisboa, intitulado Apontamentos para se estabelecer na Ilha da Madeira hum viveiro de plantas e huma Inspecção sobre a Agricultura da mesma Ilha.
Durante o século XIX vários cientistas e técnicos afetos à Botânica, tais como o naturalista alemão Julius Rudolph Theodor Vogel em 1841, o botânico austríaco Friedrich Welwitsch em 1852 e o naturalista barão de Castelo de Paiva em 1855, reforçavam a necessidade de ser criado um jardim botânico na ilha da Madeira, atendendo às suas condições climatéricas, importância botânica e potencialidades florísticas.
Em abril de 1950, a primeira Conferência da Liga para a Proteção da Natureza, realizada no Funchal, culminava com um parecer que seria um importante impulso para a criação de um jardim botânico na ilha. Foi durante a presidência de António Teixeira de Sousa, iniciada em 1951, que a Junta Geral adquiriu a Quinta do Bom Sucesso com a finalidade de albergar o Jardim Botânico.
Fundado pelo engenheiro Rui Vieira, o Jardim Botânico da Madeira foi inaugurado a 30 de abril de 1960.
Ao longo dos tempos o Jardim Botânico foi crescendo em área, começando com uma superfície de pouco mais de 10 hectares até aos atuais 80 hectares, através da aquisição de terrenos confinantes a este.
Atualmente o Jardim Botânico da Madeira é propriedade do Governo Regional, integrado no Instituto das Florestas e Conservação da Natureza, Secretaria Regional do Turismo, Ambiente e Cultura.

## Investigação
No Jardim Botânico da Madeira efetua-se investigação da flora da Macaronésia e em particular o estudo da biodiversidade vegetal do arquipélago da Madeira.

## Galeria

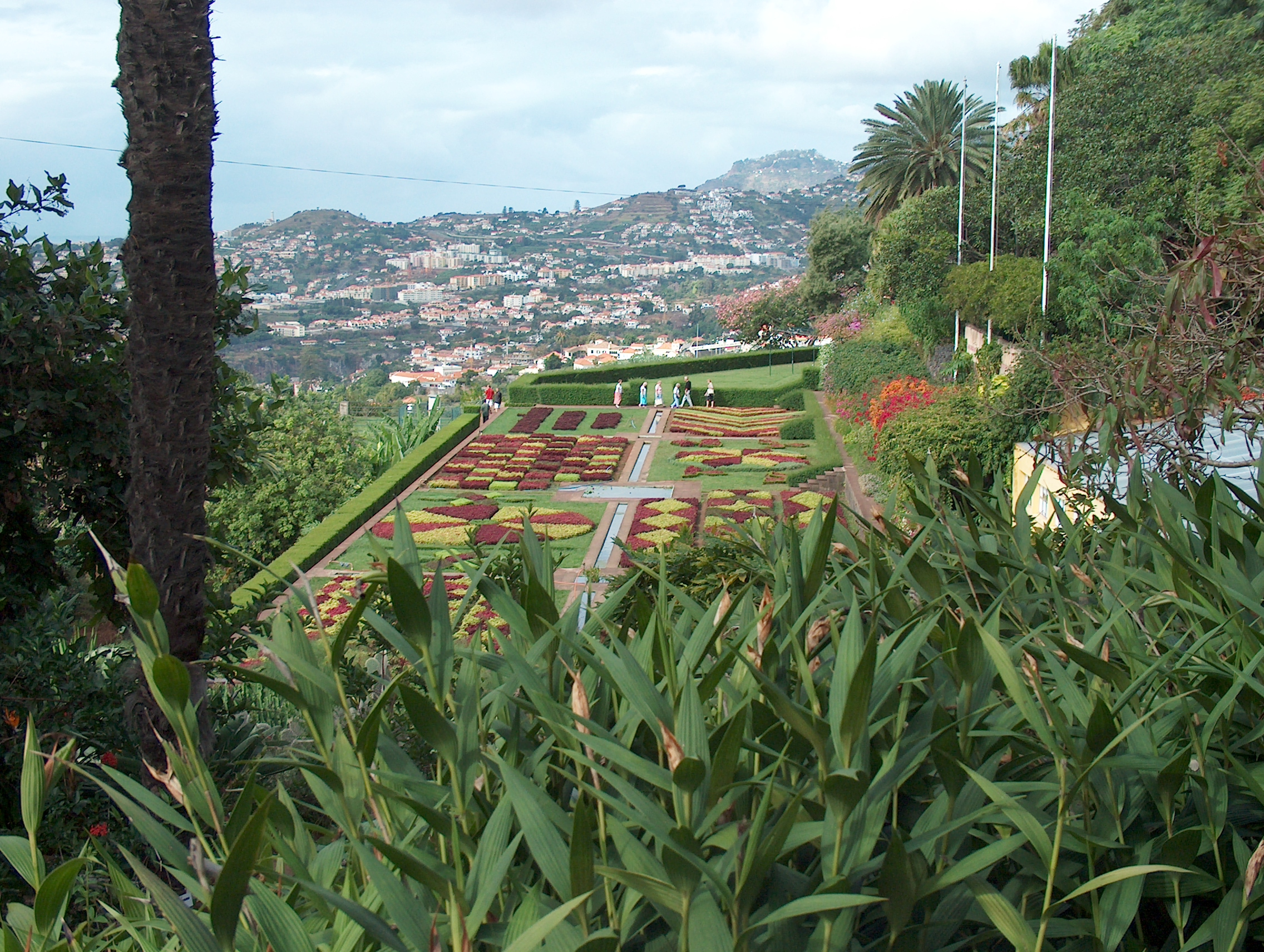
Jardim Botânico, com o Funchal ao fundo.
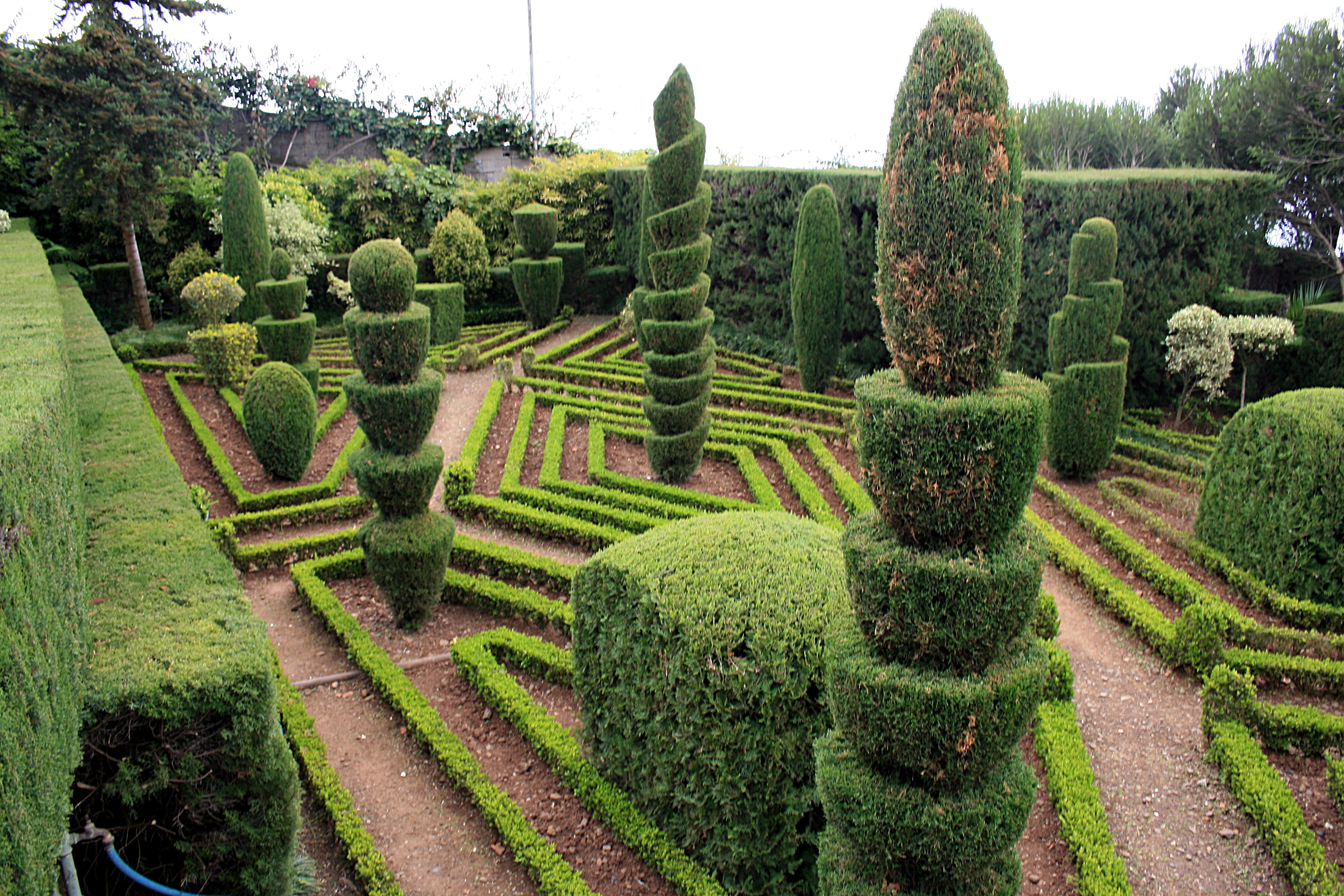
Jardim Botânico.
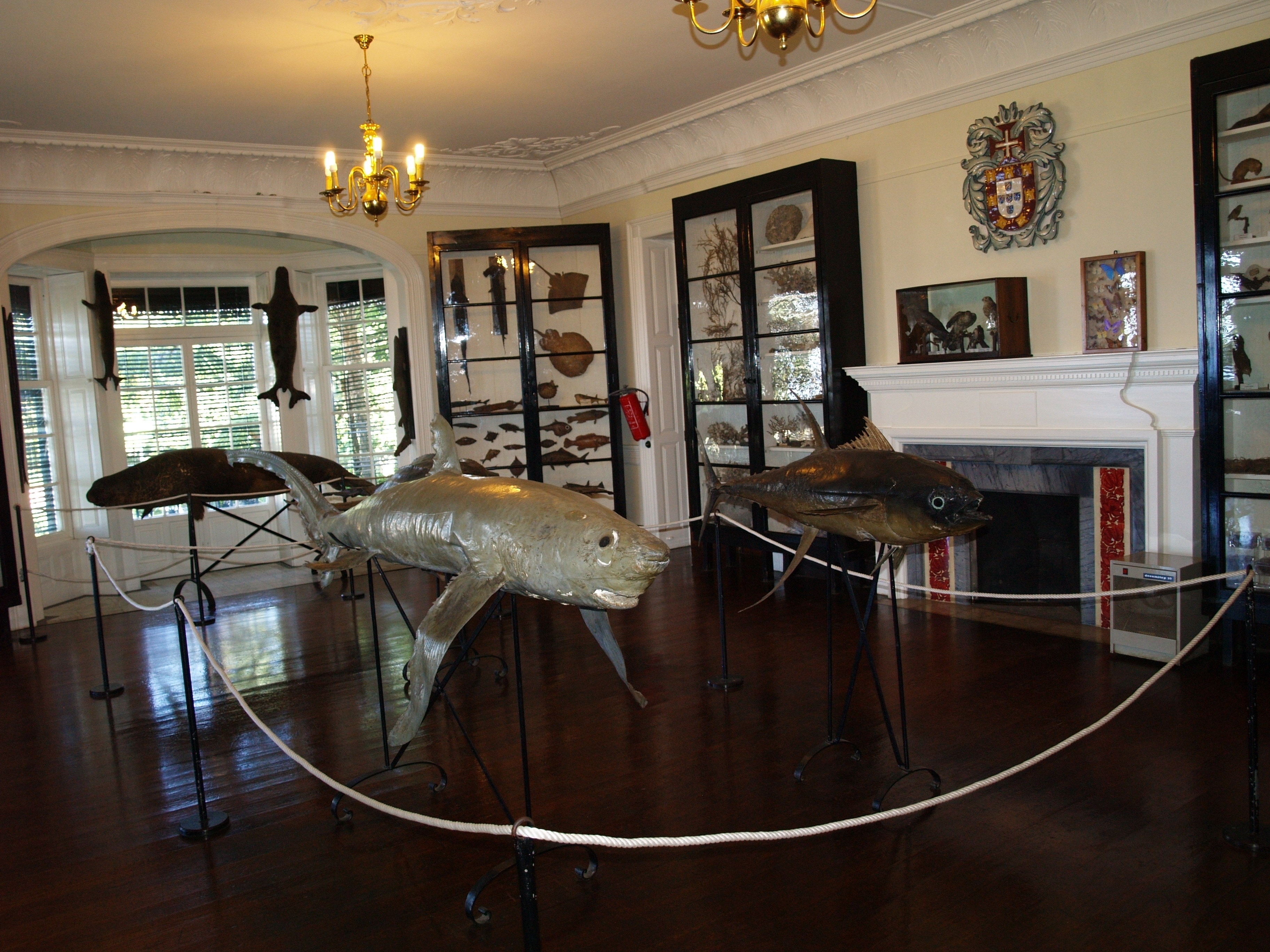
Exposição no Jardim Botânico.
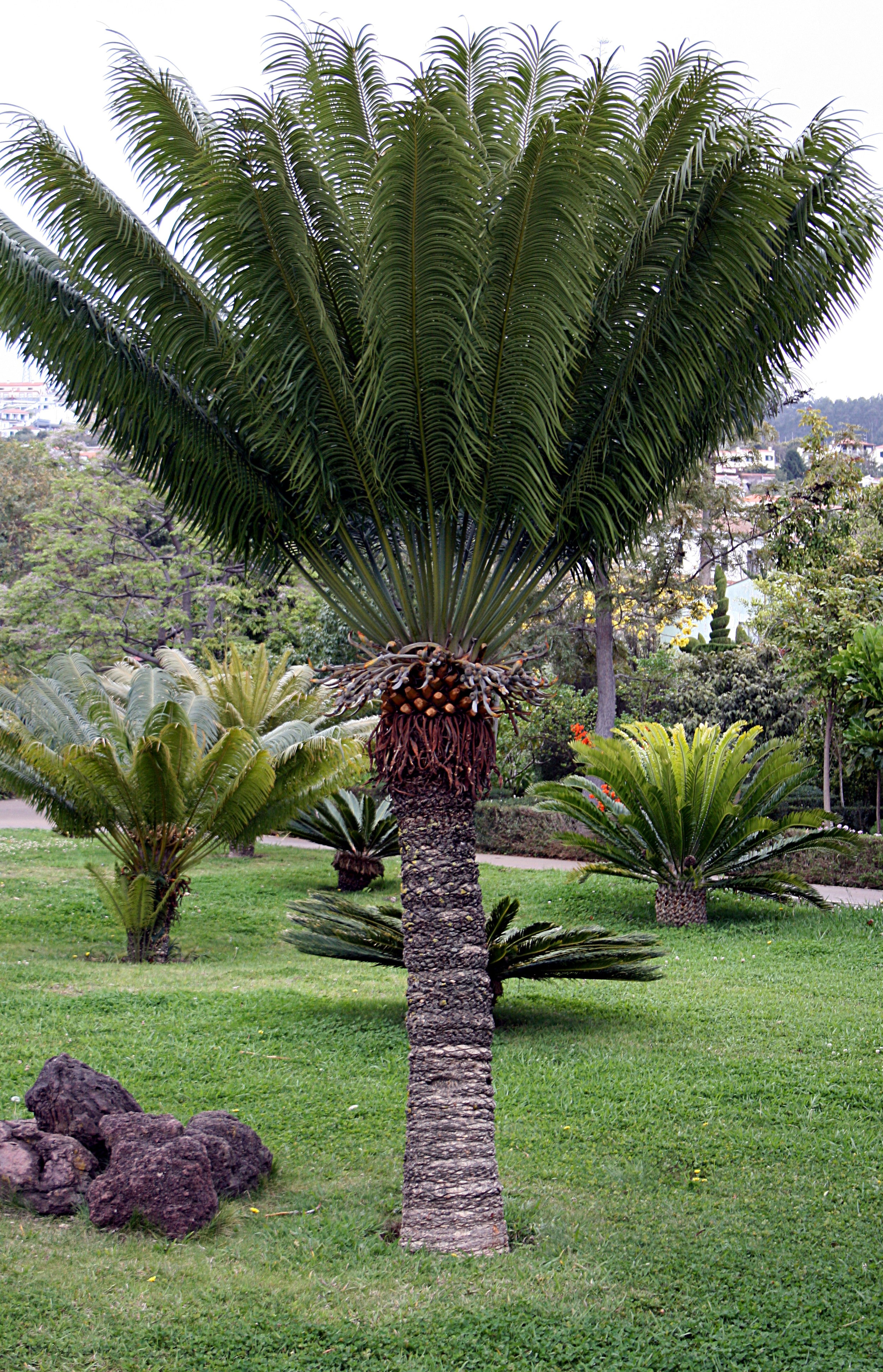
Espécie de Cicadáceas.
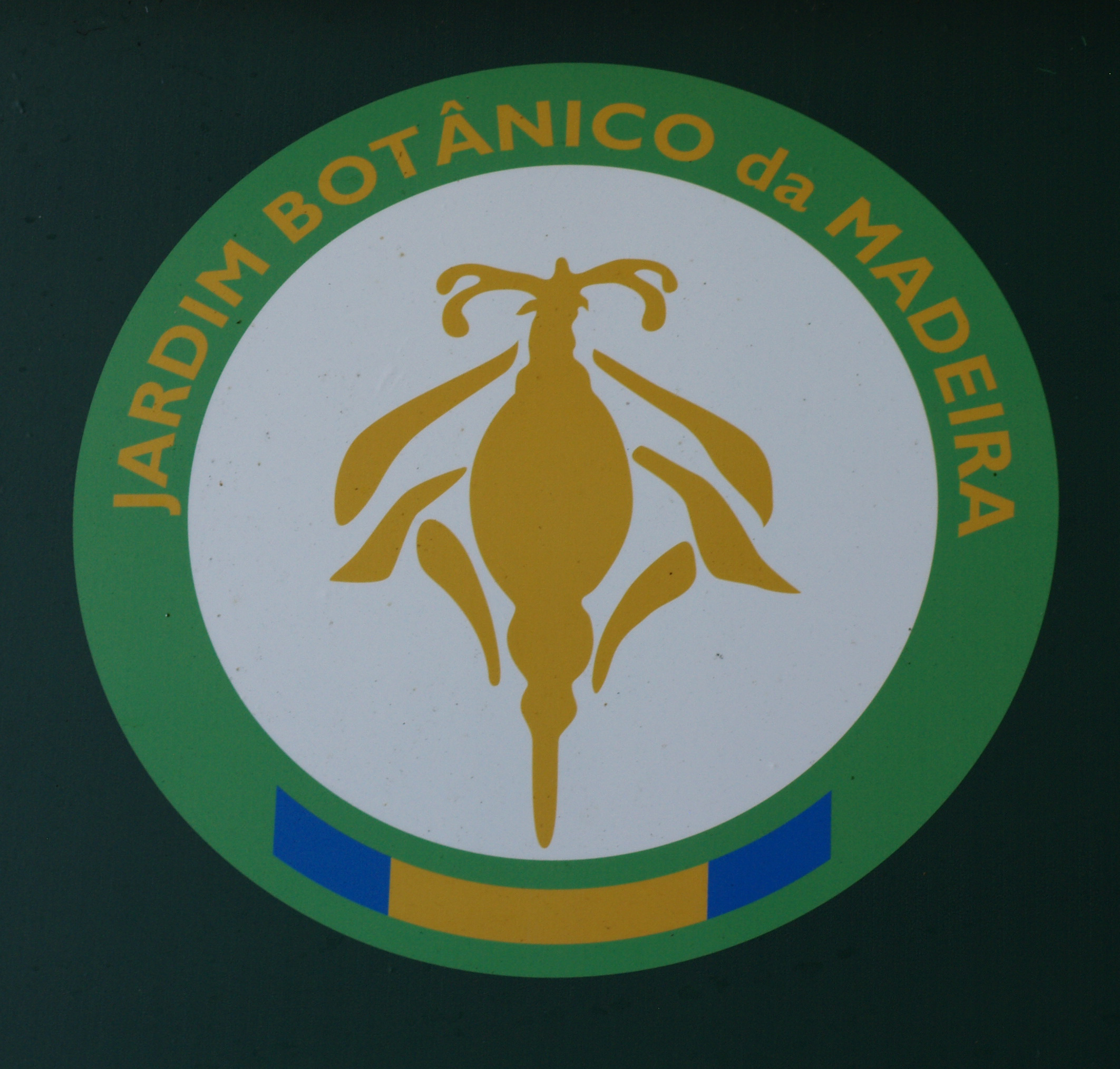
Logotipo do Jardim Botânico.
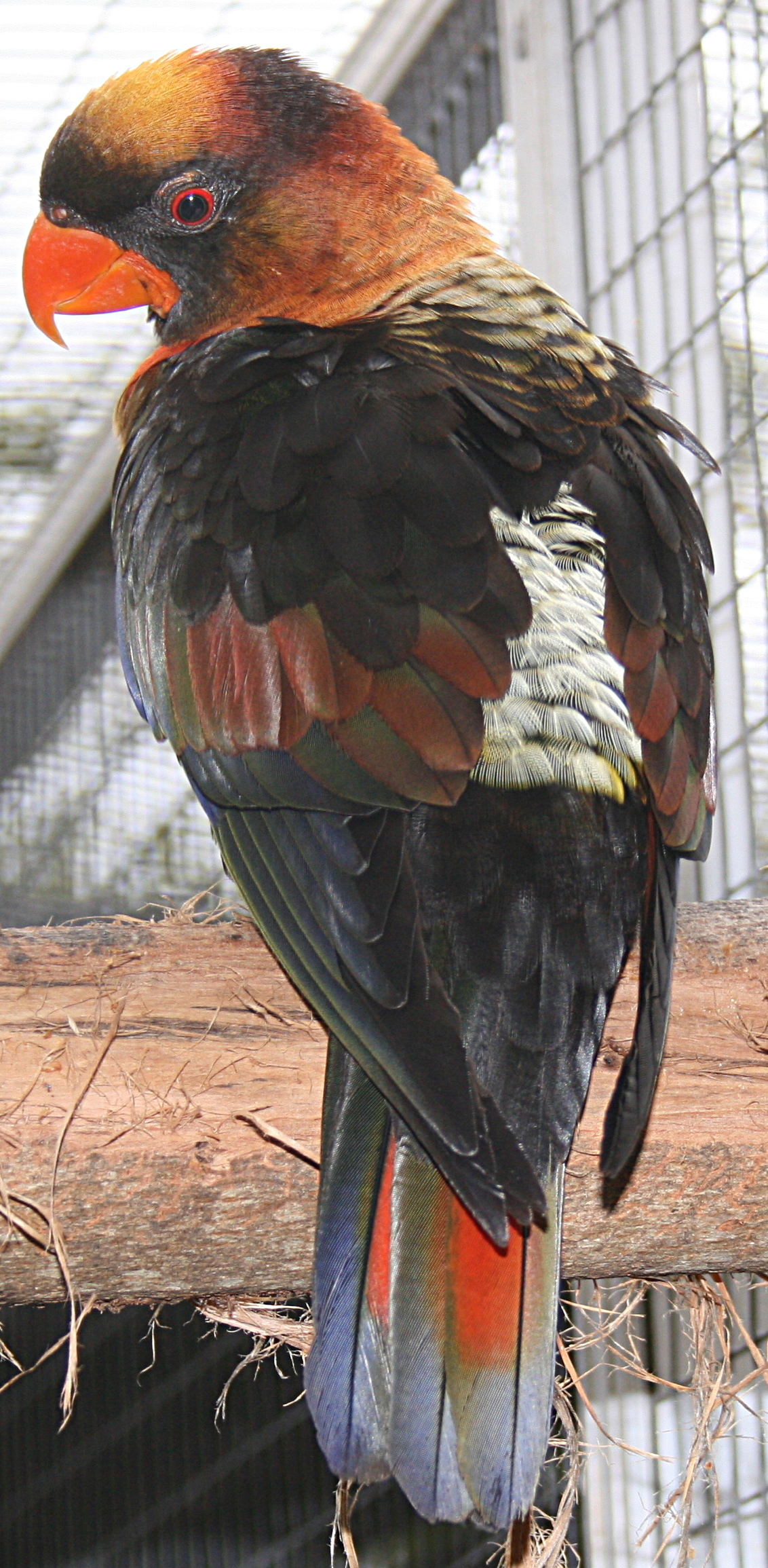
Espécie de louro (Pseudeos fuscata).
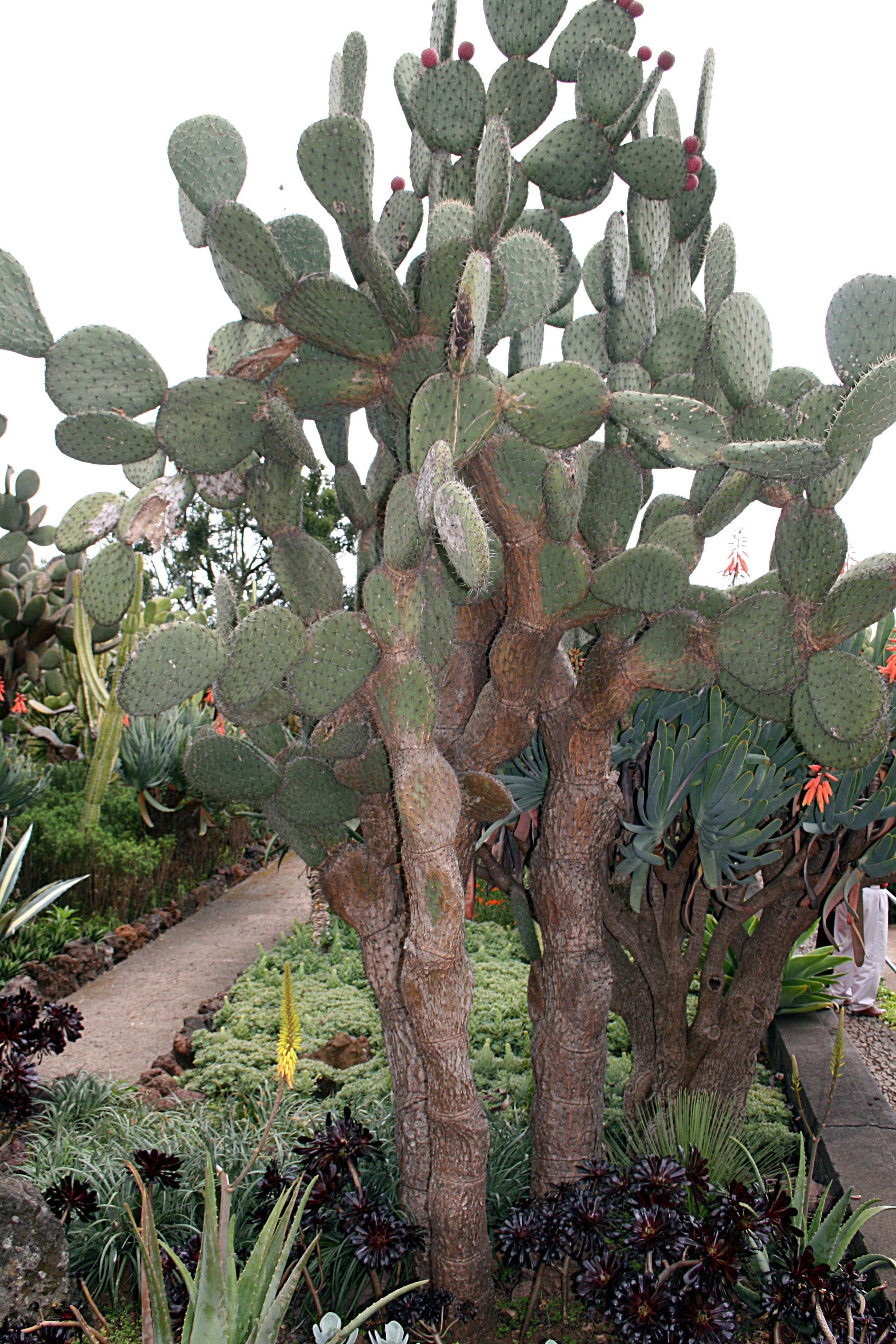
Variedades de cactos.
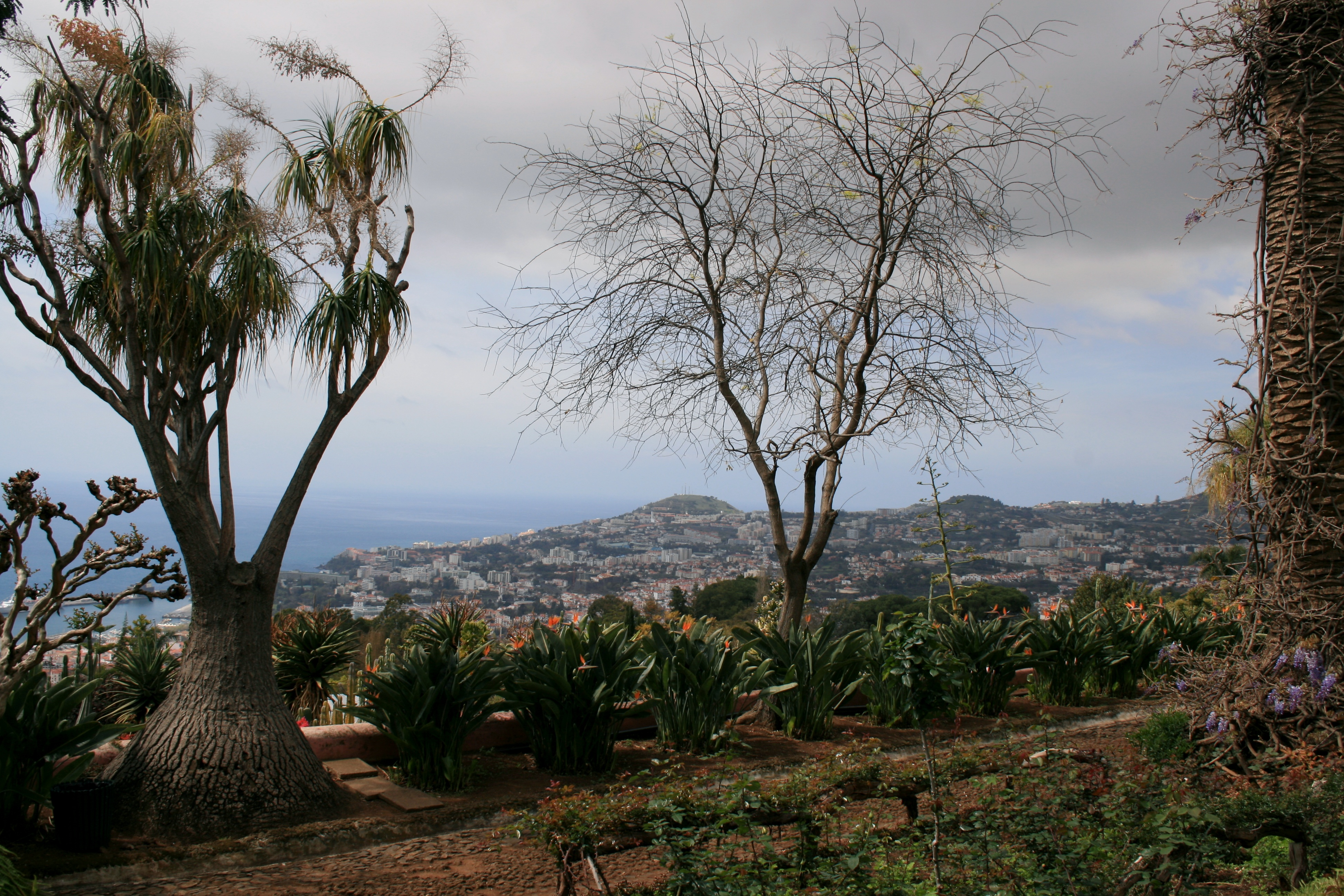
Estrelícias em baixo.
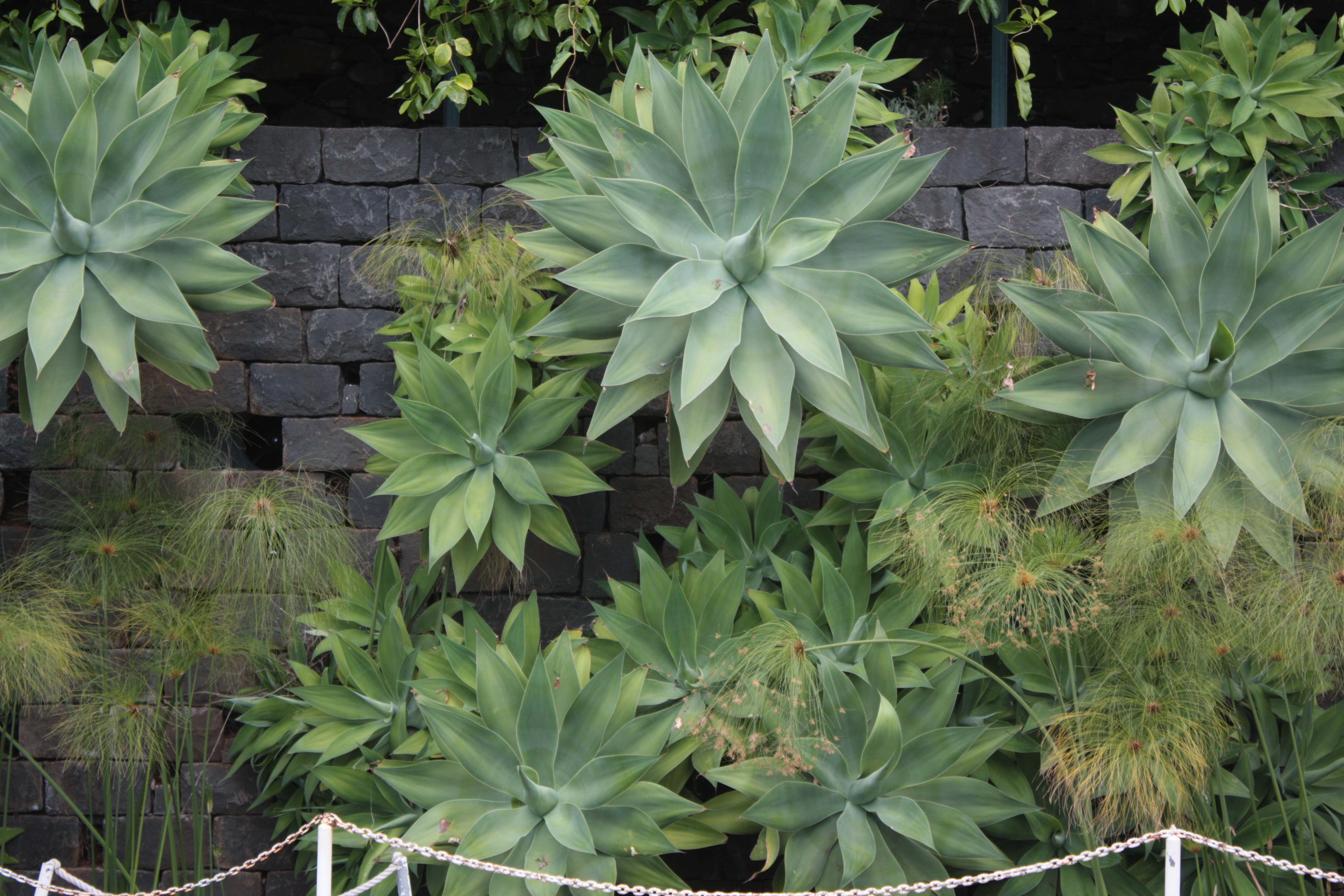
Suculentas

## Fonte
- «Secretaria Regional do Ambiente e Recursos Naturais»